# Justice (televisieserie)
Justice is een Amerikaanse televisieserie gemaakt door FOX. De serie wordt in Nederland uitgezonden door Net5. De serie ging van start onder de titel American Crime.

## Rolverdeling
- Victor Garber - Ron Trott
- Kerr Smith - Tom Nicholson
- Eamonn Walker - Luther Graves
- Rebecca Mader - Alden Tuller
- Katherine LaNasa- Suzanne Fulcrum

## Medewerkers
- Jerry Bruckheimer - Uitvoerend producent
- Tyler Bensinger - Scenarioschrijver
- David McNally - Scriptschrijver/uitvoerend producent